# NGC 751
NGC 751 (również PGC 7370 lub UGC 1431) – galaktyka eliptyczna (E), znajdująca się w gwiazdozbiorze Trójkąta. Odkrył ją 11 października 1850 roku Bindon Stoney – asystent Williama Parsonsa. Galaktyka ta znajduje się w trakcie kolizji z NGC 750. Ta para oddziałujących ze sobą grawitacyjnie galaktyk została skatalogowana w Atlasie Osobliwych Galaktyk Haltona Arpa jako Arp 166.